# (100210) 1994 LD1
(100210) 1994 LD1 es un asteroide perteneciente al cinturón de asteroides, descubierto el 15 de junio de 1994 por Gordon J. Garradd desde el Observatorio de Siding Spring, Nueva Gales del Sur, Australia.